# Potenza logica
In logica matematica, con potenza s'intende la capacità che ha un sistema formale, o un assioma, o un linguaggio formale di poter esprimere parte della matematica esistente al suo interno.
Ad esempio, ZFC è il sistema assiomatico attualmente più potente, poiché permette di sviluppare matematicamente, dai suoi assiomi, tutta la matematica (uno dei motivi per cui la teoria degli insiemi è anteposta ad ogni argomento in ogni manuale di matematica), fatta eccezione della teoria delle categorie, la quale ha pretese fondazionali al pari di ZFC.
Un sistema più potente di ZFC potrebbe essere TG, essendo, al suo interno, grazie principalmente all'assioma di Tarski, in grado di dedurre alcuni assiomi di ZFC.
Ancora più potente di TG potrebbe, allora, essere NF, la quale assume solamente due assiomi.
In realtà, su queste teorie assiomatiche non si sa ancora molto; e non si sa se siano davvero capaci di esprimere tutta la matematica; motivo per cui, per i fondamenti della matematica, si fa ancora riferimento a ZFC.
In filosofia della matematica, la potenza è strettamente connessa con l'idea di Riduzionismo, ovvero, nelle parole di G.Lolli: "l'uso di una teoria per definire al suo interno tutte le nozioni e i tipi di enti matematici".
A titolo di esempio, il logicismo di Frege o di Russell è una forma di riduzionismo.